# Qatar ExxonMobil Open 2007
Il Qatar ExxonMobil Open 2007 è stato un torneo dell'ATP svoltosi a Doha in Qatar dal 1° al 6 gennaio 2007.

## Vincitori

### Singolare maschile
Ivan Ljubičić ha battuto in finale  Andy Murray con il punteggio di 6–4, 6–4.

### Doppio maschile
Michail Južnyj /  Nenad Zimonjić hanno battuto in finale  Martin Damm /  Leander Paes con il punteggio di 6–1, 7–6(3).